# گمینا ویلکوو (استان لوبلین)
گمینا ویلکوو (استان لوبلین) (به لهستانی:  Gmina Wilków) یک گمینا در لهستان است که در شهرستان اوپوله لوبلسکیه واقع شده‌است. گمینا ویلکوو ۷۹٫۵۴ کیلومتر مربع مساحت و ۴٬۵۶۱ نفر جمعیت دارد.